# Stéfanos Khristópulos
Stéfanos Khristópulos (en grec Στέφανος Χριστόπουλος, Patres, 1876 – després de 1906) va ser un lluitador grec, que va prendre part en els Jocs Olímpics de 1896, a Atenes i als Jocs Intercalats de 1906.
El 1896 disputà la prova de Lluita grecoromana. En la primera ronda s'enfrontà a l'hongarès Momcsilló Tapavicza, al qual guanyà. En la posterior semifinal, contra el seu compatriota Georgios Tsitas, perdé el combat, amb la qual cosa quedà eliminat i s'hagué de conformar amb la medalla de bronze.
El 1906 disputà les proves del pes pesant de lluita grecoromana i aixecament de pes a una i dues mans. En cap d'aquestes proves aconseguí medalles.